# Thais chocolata
Thais chocolata, hoặc locate trong tiếng Tây Ban Nha, là một loài ốc biển săn mồi, là động vật thân mềm chân bụng sống ở biển trong họ Muricidae, họ ốc gai.
Đây là loài đặc hữu của bờ biển phía tây Nam Mỹ (Chile, Ecuador và Peru). Loài ốc này được tìm thấy ở vùng bãi nước triều và hay thấy trên các bờ biển nhiều đá, cả ở vùng nước có che chắn và bờ biển mở.